# Deborah Howard
Pour les articles homonymes, voir Howard.
Deborah Janet Howard (née en 1946) est une historienne de l'art et universitaire britannique, professeure émérite d'histoire de l'architecture à la faculté d'architecture et d'histoire de l'art de l'université de Cambridge et fellow du St John's College. Ses principaux intérêts de recherche sont l'art et l'architecture de Venise et de la Vénétie ; la relation entre l'Italie et la Méditerranée orientale, la musique et l'architecture à la Renaissance.

## Biographie
Deborah Howard naît à Westminster, Londres, le 26 février 1946. Elle fait ses études universitaires de 1964 à 1968 au Newnham College à Cambridge. Elle obtient son diplôme (BA) et un tripos en architecture et beaux-arts, puis une maîtrise ès arts de l'université de Cambridge en 1972, et une maîtrise du Institut Courtauld de l'université de Londres où elle poursuit ses études de 1968 à 1972. Elle obtient son doctorat à l'université de Londres en 1973. Pendant son séjour à l'Institut Courtauld, Deborah Howard a fait des photographies  à la bibliothèque Conway dans le cadre du projet Courtauld Connects,. Elle épouse le physicien Malcolm Longair et ils ont deux enfants,.

## Vie professionnelle

### Activités universitaires
Deborah Howard effectue la majeure partie de sa carrière universitaire à Cambridge, où elle est Leverhulme Fellow en histoire de l'art, à Clare Hall, Cambridge, en 1972-1973. Elle a enseigne et mène des recherches à l'University College London, à l'université d'Édimbourg et à l'Institut Courtauld,,.
En 1992, elle revient à la faculté d'architecture et d'histoire de l'art de Cambridge en tant que fellow de St John's College. De 2001 à 2013, elle est professeure d'histoire de l'architecture à Cambridge et chef du département d'histoire de l'art de 2002 à 2009.

### Projets de recherche
Avec Mary Laven et Abigail Brundin, elle participe au projet interdisciplinaire financé par le Conseil européen de la recherche de 2013 à 2017, Domestic Devotions The Place of Piety in the Italian Renaissance Home, 1400- 1600  qui a donné lieu à plusieurs publications. Elle participe également au projet Technological Invention & Architecture in the Veneto in the Early Modern Period dans le cadre de la bourse Leverhulme Emeritus 2017-2019.
Elle est administratrice du Venice in Peril Fund, gouverneure de la St John's College School de Cambridge de la St Margaret's School à Édimbourg et de la Perse School for Girls à Cambridge.

### Activités de recherche
Elle publie Venice & the East: The Impact of the Islamic World on Venetian Architecture dans lequel elle montre les liens entre commerciaux de Venise aux XIVe et XVe siècles avec les États musulmans (dont Le Caire, Damas, Acre, Alep, Bagdad et Amman) et l'architecture vénitienne tant pour les motifs et des formes islamiques incorporés symboliquement dans l'architecture, la démarcation urbaine entre les affaires et les loisirs observées et le recours à de nouvelles technologies notamment pour la construction de toits en forme de dôme.

### Prix et distinctions
Deborah Howard est élue membre de la British Academy (FBA) en 2010,. Elle reçoit un doctorat honoris causa (LittD) de l'University College Dublin en 2014. En 2021, elle est élue à l'American Philosophical Society.
Un ouvrage de mélanges, Architecture, Art and Identity in Venice and Its Territories, 1450–1750: Essays in Honor of Deborah Howard, publié en 2013, lui rend hommage.

## Publications
- Jacopo Sansovino; Architecture and Patronage in Renaissance Venice, New Haven ; Londres : Yale University Press, 1975, (ISBN 0300018916)
- « Venice and Islam in the Middle Ages: Some Observations on the Question of Architectural Influence », Architectural History, 1991, vol. 34, p. 59-74, [lire en ligne]
- Scottish Architecture: Reformation to the Restoration, 1560-1660, Édimbourg : Edinburgh University Press, 1995  (ISBN 0748605304)
- Venice & the East: The Impact of the Islamic World on Venetian Architecture 1100-1500, New Haven, Connecticut. ; Londres : Yale University Press, 2000  (ISBN 0300085044)
- The Architectural History of Venice (édition révisée avec de nouvelles photographies de Sarah Quill et Deborah Howard), New Haven ; Londres : Yale University Press, 2002  (ISBN 0300090285)
- Sound and Space in Renaissance Venice: Architecture, Music, Acoustics, avec Laura Moretti, New Haven, Connecticut. ; Londres : Yale University Press, 2009  (ISBN 0300148747)
- Venice Disputed: Marc'Antonio Barbaro and Venetian Architecture, 1550-1600, New Haven ; Londres : Yale University Press, 2011  (ISBN 978-0300176858)
- The Sacred Home in Renaissance Italy, (avec Abigail Brundin & Mary Leven), Oxford University Press, 2018  (ISBN 9780198816553)